# The Lighthouse
The Lighthouse (título original en inglés; en español, El faro) es una ópera de cámara en un prólogo y un teatro con música de Peter Maxwell Davies sobre un libreto del compositor libremente inspirado en un hecho real ocurrido en diciembre de 1900 en Escocia: un faro en Escocia quedó abandonado por su personal. Se estrenó el 2 de septiembre de 1980 por The Fires of London en Edimburgo bajo la dirección de Richard Buffalo.
En las estadísticas de Operabase aparece con sólo 5 representaciones en el período 2005-2010, siendo la primera de Maxwell Davies.

## Personajes
| Personaje                | Tesitura | Reparto del estreno, 2 de septiembre de 1980 (Director: Richard Dufallo) |
| ------------------------ | -------- | ------------------------------------------------------------------------ |
| Sandy (primer oficial)   | tenor    | Niel Mackie                                                              |
| Blazes (segundo oficial) | barítono | Michael Rippon                                                           |
| Arthur (tercer oficial)  | bajo     | David Wilson Johnson                                                     |

## Instrumentación
- un flautín, una flauta, un clarinete, un clarinete bajo, cor, una trompeta, un trombón, piano, celesta, guitarra, banjo, cuerdas.

## Discografía
Hay una grabación del año 1994 dirigida por el propio Peter Maxwell Davies con la Orquesta Filarmónica de la BBC y el siguiente reparto: Neil Mackie (Sandy/Oficial 1), Christopher Keyte (Blazes/Oficial 2) y Ian Comboy (Arthur/Oficial 3/Voz de las cartas). Collins Classics 1415-2 (1 CD 72'13 grabado en vivo)